# Bejt Josef
Bejt Josef (hebrejsky בֵּית יוֹסֵף, doslova „Josefův dům“, anglicky Beit Yosef, v oficiálním seznamu sídel Bet Yosef) je vesnice typu mošav v Izraeli, v Severním distriktu, v Oblastní radě Emek ha-Ma'ajanot.

## Geografie
Leží v oblasti s intenzivním zemědělstvím v nadmořské výšce 230 metrů pod mořskou hladinou, 15 kilometrů jižně od Galilejského jezera, při řece Jordán v Bejtše'anském údolí, které je součástí Jordánského údolí. Západně odtud je údolí ohraničeno prudkými svahy zlomového horského pásu, který sleduje Jordánské údolí. Konkrétně jde o výšinu Ramot Isachar, respektive její součást Ramat Kochav (se zříceninou křižáckého hradu Belvoir na vrcholku). Podél jižního okraje této vysočiny sestupuje tok Nachal Jisachar, jenž míjí pahorek Tel Jisachar a ústí do Jordánu jižně od Bejt Josef, při pahorku Tel Jišma'el.
Vesnice se nachází cca 8 kilometrů severovýchodně od města Bejt Še'an, cca 90 kilometrů severovýchodně od centra Tel Avivu a cca 60 kilometrů jihovýchodně od centra Haify. Bejt Josef obývají Židé, přičemž osídlení v tomto regionu je ryze židovské. Stavebně tvoří Bejt Josef jeden urbanistický celek se sousední obcí Jardena. Leží jen 2 kilometry od hranic Jordánska.
Bejt Josef je na dopravní síť napojen pomocí dálnice číslo 90. Podél západního okraje obce do roku 1948 vedla železniční trať v Jizre'elském údolí, jejíž některé prvky jsou v krajině dosud patrné.

## Dějiny
Bejt Josef byl založen v roce 1937. K založení došlo 9. dubna 1937. Šlo o opevněnou osadu typu Hradba a věž a o první mošav mezi těmito osadami. Skupina zakladatelů se zformovala již v roce 1935. Jejich centrálou byla zemědělská škola v Mikve Jisra'el. nová osada měla propojit židovská sídla v oblasti Jizre'elského údolí a údolí Jordánu. Jméno mošavu odkazuje na Josefa Aharonowitze (יוסף אהרונוביץ), jednoho z předáků sionistického hnutí v Palestině počátkem 20. století a prvního ředitele Banky ha-Po'alim.
Během války za nezávislost v roce 1948 byl tento region strategicky významný a odehrávaly se tu těžké boje. Z mošavu byly ještě předtím evakuovány děti a ženy. Irácké jednotky se pokusily vesnici obsadit, ale byly zastaveny jejími obránci. V průběhů bojů byl ale mošav Bejt Josef těžce poničen. Roku 1949 měla vesnice 197 obyvatel a rozlohu katastrálního území 3670 dunamů (3,67 kilometru čtverečního).
Až do roku 1948 se necelý 1 kilometr jihozápadně od nynějšího mošavu Bejt Josef rozkládala arabská, respektive beduínská vesnice Zab'a. Roku 1931 měla 147 obyvatel a 37 domů. V květnu 1948, během Operace Gideon, v počáteční fázi války za nezávislost byla dobyta izraelskými silami a místní arabské obyvatelstvo uprchlo. Zástavba v Zab'a byla pak zničena.
Po válce byla i židovská osada Bejt Josef nějaký čas opuštěna, protože nebyla obyvatelná. Pak se sem trvalí obyvatelé vrátili, ale pro těžké podmínky mnoho z nich odešlo. Pokusy o dosídlení novými skupinami selhávaly a v roce 1954 byl mošav Bejt Josef opět opuštěn. Během 50. let 20. století se ho podařilo znovu obsadit skupinou židovských přistěhovalců z Kurdistánu.
Během opotřebovací války na přelomu 60. a 70. let 20. století byla vesnice opakovaně terčem přeshraničního ostřelování.
Ekonomika Bejt Josef je založena na zemědělství (zejména skleníkové hospodaření). V obci fungují zařízení předškolní péče, základní škola je v nedaleké vesnici Chamadija. Většina veřejných služeb a institucí je sdílena se sousedním mošavem Jardena. Je zde synagoga, společenské centrum, zdravotní středisko a sportovní areály. Počátkem 21. století byla vesnice rozšířena o nový obytný distrikt.

## Demografie
Obyvatelstvo mošavu Bejt Josef je sekulární. Podle údajů z roku 2014 tvořili naprostou většinu obyvatel v Bejt Josef Židé (včetně statistické kategorie "ostatní", která zahrnuje nearabské obyvatele židovského původu ale bez formální příslušnosti k židovskému náboženství).
Jde o menší sídlo vesnického typu s dlouhodobě stagnující populací. K 31. prosinci 2014 zde žilo 428 lidí. Během roku 2014 populace klesla o 2,1 %.
| Rok            | 1948 | 1949 | 1961 | 1972 | 1983 | 1995 | 2001 | 2003 | 2004 | 2005 | 2006 | 2007 | 2008 | 2009 | 2010 | 2011 | 2012 | 2013 | 2014 |
| -------------- | ---- | ---- | ---- | ---- | ---- | ---- | ---- | ---- | ---- | ---- | ---- | ---- | ---- | ---- | ---- | ---- | ---- | ---- | ---- |
| Počet obyvatel | 130  | 197  | 283  | 342  | 331  | 271  | 355  | 345  | 348  | 338  | 329  | 335  | 333  | 437  | 435  | 433  | 440  | 437  | 428  |